# Кредитна картица
Кредитна картица (понекад се користи и израз картица са револвирајућим кредитом) је једно од безготовинских средстава плаћања. Осим плаћања робе и услуга одложено (на рате) у земљи, иностранству и преко Интернета, може се користити и за подизање готовине на банкоматима или у банкама. Постоје две групе кредитних картица: потрошачке и пословне кредитне картице. Већина картица је пластична, али неке су металне (од нерђајућег челика, злата, паладијума, титанијума), и неколико металних картица опточених драгим камењем.
Кредитна картица доноси изванредну финансијску флексибилност, доступност новца и бројне погодности, али неодговорно задуживање уз типично високе каматне стопе може бити веома опасно. Просечно америчко домаћинство дугује преко 9.000 долара на револвирајућим кредитним картицама (које типично носе годишње камате од 10% и више). Главне међународне картице су MasterCard, Visa и American Express. У Србији постоји и домаћа платна картица DinaCard, која је наследник некадашње југословенске платне картице YubaCard. Позната небанкарска платна картица је Diners Club.

## Принцип
Код картице са револвирајућим кредитом, банка сваком кориснику одобрава кредитни лимит, у оквиру којег корисник може да се задужи плаћајући робе и услуге кредитном картицом или подижући новац на банкоматима. Корисник има обавезу да месечно отплаћује најмање део дуга који је назначен на месечном изводу као „минимална уплата“ (1-10% од износа задужења, зависно од уговора). Део дуга који корисник не измири се преноси у наредни месец и на то задужење се даље плаћа камата. Корисник може одједном платити и већи део дуга или цео дуг. Укупно задужење (пренесено из претходног месеца и новонастало током месеца) не може прећи кредитни лимит или ће банка одбити трансакцију или зарачунати посебну казну.
Банке одлучују да ли ће одобрити кредитну линију и до ког лимита на основу бројних фактора, укључујући извештај кредитног бироа, платежну способност, укупну задуженост другим кредитима (хипотекарним, потрошачким, другим револвирајућим, итд.), и бројне друге факторе. Зависно од тога колика је конкуренција присутна на тржишту банкарских услуга, банке могу добрим муштеријама повећати кредитни лимит, спустити каматну стопу или на захтев опростити годишњу накнаду. Банке могу ревидирати кредитни лимит и приликом значајних финансијских догађаја, попут новог посла, пресељења, настанка новог или ликвидације постојећег кредитног задужења (рецимо, хипотеке), промене брачног статуса и сл.
Осим своје основне, кредитне функције, кредитна картица може имати и функције погодности и лојалности за своје кориснике, што зависи од политике банке која је издала картицу. Тако на пример банка може да омогући корисницима да плаћају на одложено или на већи број рата без камате, да купују на одређеним местима са значајним попустом, да бесплатно користе различите услуге (осигурање, технички преглед и сл.). У земљама са јаком конкуренцијом међу банкама, картице могу сразмерно потрошњи нудити миље у програмима лојалности авио-компанија или хотелских ланаца, поене за посебне „награде“ или „кеш бек“ схему у којем се извесни проценат потрошње (типично 1%, или по градуираној схеми) враћа, као кредит на месечном изводу, кориснику који годину дана редовно намирује рачуне; аутоматско бесплатно осигурање приликом најма аутомобила или авионског или возног путовања купљеног помоћу картице, аутоматско продуживање произвођачке гаранције на купљеним производима, право на повраћај новца уколико корисник није задовољан купљеном робом или услугама, и сличне погодности (које подстичу већу потрошњу). Типично, за корисника са датим кредитним рејтингом, картица са више погодности ће носити вишу каматну стопу. Корисници са јачим кредитним рејтингом се могу квалификовати за картице које нуде ниже каматне стопе и више погодности.
На износ коришћеног кредита (што укључује и новопотрошени износ), корисник кредитне картице банци плаћа месечну камату која се додаје на салдо месечног извода. Широм света, камате на годишњем нивоу могу ићи од 0% (временски ограничене посебне понуде) или ниских једноцифрених камата (за најбоље муштерије) па све до 40-50% или чак и више (за кориснике са ниским кредитним рејтингом). Приликом сваког подизања готовине плаћа се и једнократна провизија (неколико процената, могуће уз фиксни минимални износ накнаде, обично још више за подизање новца у иностранству). Уколико банка понуди „погодносне чекове“, инструмент који се може користити као готовински чек али заправо задужује револвирајућу кредитну линију, њихова употреба се типично третира као подизање готовине и подложна је истим провизијама. Код плаћања роба или услуга, корисник не плаћа никакву провизију, већ она иде на терет продавца (ове провизије варирају у зависности од делатности, углавном су 1-3%, могуће уз фиксни минимални износ). Банка може обећати и да корисник неће бити одговоран за неауторизоване трансакције настале због губитка картице, крађе броја или интернетске преваре, већ зависно од уговора.
Банка може (већ зависно од картице) одобрити и грејс период, типично 20 или 25 дана, што значи да корисник који је измирио претходни рачун у потпуности, и у том року од дана штампања извода измири текући рачун у потпуности, неће платити никакву камату на куповине у датом изводном периоду. На картици са грејс-периодом, корисник који сваки месец измирује рачун у потпуности никада неће платити камату на задужење, тако да се такви корисници могу опредељивати за кредитне картице према другим параметрима. На куповине у страним валутама се на уговорени валутни курс обично обрачунава посебна провизија од неколико процената, и то могуће две провизије: једна од ланца картица (Виза/МастерКард/Американ експрес/Дисковер/сл.), друга од саме банке издаваоца.
Неке картице немају годишњу чланарину (односно накнаду), док друге носе годишњу чланарину која може бити неколико десетина или код неких „престижних“ картица и по неколико хиљада долара. Банка ће типично наплатити значајну казну и за закаснелу уплату по изводу, или за чек (или другу врсту плаћања) без покрића.
Постоје разне варијације кредитних картица. Код осигураних кредитних картица, корисник полаже одређени износ као залог и банка „одобрава кредит“ до тог износа. На тај начин, корисник плаћа банци камату за коришћење свог новца. Овакве картице се могу издавати потрошачима са јако лошим (на пример, након објављеног банкрота) или непостојећим (студенти) кредитним рејтингом, који након одређеног периода коришћења оваквог кредита побољшавају своју кредитну историју и добијају обичне револвирајуће картице. Код кобрендираних картица, банка и нека фирма (трговина, авио-превозник, ланац хотела или бензинских пумпи...) ступају у маркетиншки уговор и банка издаје картице са брендом дате фирме. Такве картице типично нуде посебне погодности за куповину код дате фирме – на тај начин, фирма остварује већи промет, а банка добија додатни маркетиншки канал за нове муштерије.
Разлика између одложеног плаћања чеком, какво је рецимо у Србији било у пракси 1990их година, и кредитном картицом, је у томе што код плаћања чеком купца кредитира (и ризик дефолта преузима) продавац или давалац услуге, а у случају кредитне картице купца кредитира банка. Кредитирање чеком је илегално у већини земаља, укључујући данас и Србију. Неке трговине на своју руку користе кредитирање чеком, јер им је скупа провизија коју плаћају банкама за сваку трансакцију картицом. У Сједињеним Америчким Државама, пак, осим за најтривијалније трошкове од неколико долара, трговине увек радије прихватају кредитне картице, као сигурно средство плаћања које елиминише проблеме са чековима без покрића и чувањем готовине. Трговци знају и да потрошачи који плаћају кредитним картицама троше у просеку више. Постоје чак и разлике између просечне потрошње корисника различитих брендова кредитних картица (на пример, у САД, носиоци Американ експрес картица у просеку троше више од корисника Визе).

## Техничке спецификације
Величина већине кредитних картица је 85,60 mm × 5.398 mm (3 3⁄8 in × 212 1⁄2 in) и заобљених је углова са радијусом од 2,88 – 3,48 mm у складу са ISO/IEC 7810 ID-1 стандардом, исте величине као банкоматне и друге платне картице, као што су дебитне картице.
Кредитне картице имају одштампан или утиснут број банковне картице у складу са стандардом за нумерисање ISO/IEC 7812. Префикс броја картице, назван Идентификациони број банке (познат у индустрији као BIN), је низ цифара на почетку броја који одређују банку којој припада број кредитне картице. Ово је првих шест цифара за MasterCard и Visa картице. Следећих девет цифара је број индивидуалног рачуна, а последња цифра је цифра за проверу ваљаности.
Оба ова стандарда одржава и даље развија ISO/IEC JTC 1/SC 17/WG 1. Кредитне картице имају магнетну траку у складу са ISO/IEC 7813. Већина модерних кредитних картица користи технологију паметних картица: имају компјутерски чип уграђен у њих као безбедносна карактеристика. Поред тога, сложене паметне картице, укључујући периферне уређаје као што су тастатура, екран или сензор отиска прста, све се више користе за кредитне картице.
Поред главног броја кредитне картице, кредитне картице такође садрже датуме издавања и истека (дате до најближег месеца), као и додатне кодове као што су бројеви издавања и безбедносни кодови. Комплексне паметне картице омогућавају да имају променљиви безбедносни код, чиме се повећава безбедност за онлајн трансакције. Немају све кредитне картице исте скупове додатних кодова нити користе исти број цифара.
Бројеви кредитних картица и имена власника картица првобитно су били утиснути, како би се омогућио лак пренос таквих информација на листиће за наплату одштампане на обрасцима за карбонски папир. Са опадањем употребе папирних листића, неке кредитне картице више нису утиснуте и заправо број картице више није на предњој страни. Поред тога, неке картице су сада вертикалног дизајна, а не хоризонталног.

## Пример
Новчани токови (кеш флоу) на рачуну корисника кредитне картице са лимитом од 20.000 динара и револвинг стопом 5%:
| 1 | кредитни лимит                              | 20.000 |
| 2 | купљена роба                                | -7.000 |
| 3 | подигнуто готовине                          | -4.000 |
| 4 | провизија за подизање готовине 3%           | -120   |
| 5 | укупно потрошено (2+3+4)                    | 11.120 |
| 6 | револвинг стопа (уплата 5% од ред. бр. 5)   | +556   |
| 7 | салдо (за потрошњу наредног месеца) (1-5+6) | 9.436  |

Од салда треба одузети камату коју банка приписује дневно за сав потрошени износ са картице. У наведеном примеру, под условом да је кредитно задужење трајало целог месеца, ако је камата 2% месечно, износила би 222.4 динара.